# Alleroi (Kurtschalojewski)
Alleroi (russisch Аллерой; tschetschenisch Ӏалларон-Эвла, Jallaron-Evla) ist ein Dorf (selo) in der Republik Tschetschenien in Russland mit 11.132 Einwohnern (Stand 14. Oktober 2010). Es ist nicht zu verwechseln mit dem gleichnamigen, kleineren und 15 km südlich im benachbarten Noschai-Jurtowski rajon gelegenen Dorf Alleroi.

## Geographie
Der Ort liegt am Nordrand des Großen Kaukasus etwa 50 km Luftlinie ostsüdöstlich der Republikhauptstadt Grosny am Oberlauf des Mitschik, eines rechten Zuflusses das Gudermes, die im Unterlauf als Belka bezeichnet der Sunsch zufließt.
Alleroi gehört zum Rajon Kurtschalojewski und befindet sich 15 km östlich von dessen Verwaltungszentrum Kurtschaloi. Das Dorf ist Sitz und einzige Ortschaft der Landgemeinde Alleroiskoje selskoje posselenije. Im Westen geht das Dorf nahtlos in das benachbarte, etwas kleinere Zentoroi über.

## Geschichte
Das Gründungsjahr des Dorfes ist unbekannt. Es ist nach einem tschetschenischen Clan (teip) benannt, der aus der Gegend stammt. In der Periode der Deportation der tschetschenischen Bevölkerung von 1944 bis 1957 trug das Dorf den Namen Schuragat nach dem Dorf Schuragat westlich von Derbent in Dagestan, von wo die dortige darginische (kaitagische) Bevölkerung vorübergehend umgesiedelt wurde.
Mehrere hochrangige Kommandeure der tschetschenischen Separatisten während der Tschetschenienkriege stammten aus Alleroi, so die Brüder Achmad (1971–2005) und Saurbek Awdorchanow (1976–2012) sowie Chunkar Israpilow (1967–2000).

### Bevölkerungsentwicklung
| Jahr | Einwohner |
| ---- | --------- |
| 1970 | 3.757     |
| 2002 | 10.225    |
| 2010 | 11.132    |

Anmerkung: Volkszählungsdaten

## Verkehr
Alleroi ist als östlichstes Dorf des Rajons Endpunkt einer Straße, die zwischen Batschi-Jurt und Oischara von der Regionalstraße abzweigt, die bei Mesker-Jurt südöstlich von Argun an der dem Kaukasusnordrand folgenden föderalen Fernstraße R217 Kawkas (ehemals M29) beginnt und über das Rajonzentrum Kurtschaloi nach Oischara führt, wo wieder die R217 erreicht wird. Eine Nebenstraße verläuft über den nördlich verlaufenden Bergkamm direkt nach Oischara, eine weitere in südlicher Richtung in den benachbarten Noschai-Jurtowski rajon.